# Paradise (canção de Coldplay)
"Paradise" é uma canção da banda britanica de rock alternativo Coldplay. Foi lançado em 12 de setembro de 2011 como o segundo single do seu quinto álbum de estúdio Mylo Xyloto. O single estreou às 7:50 am no The Chris Moyles Show na BBC Radio 1 em 12 de setembro de 2011. A canção foi anunciada como single juntamente com o título do álbum Mylo Xyloto mais a sua arte da capa, em 12 de agosto de 2011.

## Videoclipe
Após o lançamento de "Paradise", eles anunciaram o lançamento de um videoclipe. O primeiro videoclipe foi dirigido por Hype Williams, que já havia trabalhado com a banda anteriormente no videoclipe de "Viva la Vida", mas a banda não ficou satisfeita com o resultado, e resolveram gravar um segundo vídeo, desta vez dirigido por seu amigo de longa data Mat Whitecross. O vídeo estreou em 18 de outubro de 2011.
No vídeo, um homem fantasiado de elefante (feito por Chris Martin), escapa de um zoológico em Londres e acha uma maneira de viajar para seu país de origem. Uma vista aérea revela que seu destino seria a Cidade do Cabo, na África do Sul.  Ele então, já no país, ganha algum dinheiro ao mostrar o que sabe fazer para pessoas na rua. Com o dinheiro, ele compra um monociclo, e após viajar muito, aparentemente sem esperança, avista de longe outros três elefantes (o que seria o resto da banda), tocando instrumentos no deserto. Outras cenas no vídeo aparecem, mostrando a banda tocando ao vivo no Estádio FNB em Johannesburg, logo depois, as cenas do deserto são novamente mostradas. O vídeo termina com a banda indo em direção a câmera.

## Faixas
- Download digital

1. "Paradise" - 4:39

## Desempenho nas paradas musicais
| País/Parada (2011)                  | Melhor posição |
| ----------------------------------- | -------------- |
| Alemanha (Media Control AG)         | 12             |
| Austrália (ARIA)                    | 3              |
| Áustria (Ö3 Austria Top 75)         | 22             |
| Bélgica (Ultratop 50 Flandres)      | 3              |
| Bélgica (Ultratop 40 Valónia)       | 3              |
| Brasil - Brasil Hot 100 Airplay     | 13             |
| Brasil - Hot Pop Songs              | 2              |
| Canadá (Canadian Hot 100)           | 13             |
| Dinamarca (Tracklisten)             | 5              |
| Espanha (PROMUSICAE)                | 5              |
| Europa Hot 100 Singles              | 2              |
| Estados Unidos (Billboard Hot 100)  | 15             |
| Finlândia (Suomen virallinen lista) | 5              |
| França (SNEP)                       | 5              |
| Holanda (Mega Single Top 100)       | 2              |
| Irlanda (IRMA)                      | 2              |
| Itália (FIMI)                       | 2              |
| Japão (Japan Hot 100)               | 16             |
| Noruega (VG-lista)                  | 1              |
| Nova Zelândia (RIANZ)               | 3              |
| Polônia (ZPAV)                      | 7              |
| Portugal (AFP)                      | 13             |
| Chéquia (IFPI)                      | 7              |
| Suíça (Schweizer Hitparade)         | 4              |
| Reino Unido (UK Singles Chart)      | 1              |

## Lançamento
| Região | Data                   | Formato          |
| ------ | ---------------------- | ---------------- |
| Mundo  | 12 de setembro de 2011 | Download digital |